# المشاف (كعيدنة)

تعديل مصدري - تعديل

المشاف هي إحدى قرى عزلة الغربي بمديرية كعيدنة التابعة لمحافظة حجة، بلغ تعداد سكانها 907 نسمة حسب تعداد اليمن لعام 2004.